# 列乌
列乌（法語：Lieoux）是法国上加龙省的一个市镇，属于圣戈当区和圣戈当（Saint-Gaudens）。该市镇总面积5.83平方公里，2009年时的人口为120人。

## 人口
列乌人口变化图示